# Tour dopo tour
Tour dopo tour è la diciannovesima tournée del cantante romano Renato Zero, realizzato per la promozione dell'album Amore dopo amore, pubblicato il 1º aprile 1998. 
Il tour partito da Viterbo venne bloccato, dopo 10 giorni dall'inizio, a causa di un infortunio dell'artista, riprendendo nell'autunno dello stesso anno. Le date milanesi del 19 e 20 ottobre, vennero registrate e trasmesse in prima serata su Rai 2 e successivamente pubblicate su doppio cofanetto cd e VHS con il nome di Amore dopo amore, tour dopo tour nell'aprile del 1999.

## Scaletta
1. L'italiana
2. Cercami
3. La favola mia
4. Emergenza noia
5. Siamo eroi
6. Ed io ti seguirò
7. Dimmi chi dorme accanto a me
8. I migliori anni della nostra vita
9. Felici e perdenti
10. L'equilibrista
11. Nei giardini che nessuno sa
12. Madame
13. La grande assente
14. Mi ameresti
15. Erotica apparenza
16. Medley:
  1. La tua idea
  2. Il carrozzone
  3. Fermati
  4. Accade
  5. Spalle al muro
17. Sesso o esse
18. Pericolosamente amici (cantata in tutte le tappe eccetto Milano)
19. La pace sia con te
20. Figaro
21. L'Impossibile vivere
22. Il circo (inedito)
23. Il cielo
24. Medley:
  1. Triangolo
  2. Mi vendo
25. Più su

#### Altri brani eseguiti
- Durante la prima tappa a Viterbo vengono eseguiti anche i brani Verde, I commedianti, e, in versione integrale, Accade (poi inserito nel primo medley).

## Date
| #     | Data              | Città           | Luogo             |
| ----- | ----------------- | --------------- | ----------------- |
| 1     | 5 maggio 1998     | Viterbo         | PalaCimini        |
| 2     | 7 maggio 1998     | Firenze         | Palasport         |
| 3     | 8 maggio 1998     | Firenze         | Palasport         |
| 4     | 9 maggio 1998     | Firenze         | Palasport         |
| 5     | 11 maggio 1998    | Pescara         | PalaSport         |
| 6     | 12 maggio 1998    | Castel Morrone  | PalaMaggiò        |
| 7     | 14 maggio 1998    | Torino          | PalaStampa        |
| 8     | 15 maggio 1998    | Verona          | Palasport         |
| [ 6 ] | 16 maggio 1998    | Montichiari     | PalaGeorge        |
| [ 6 ] | 18 maggio 1998    | Villorba        | PalaVerde         |
| [ 6 ] | 19 maggio 1998    | Bologna         | Palasport         |
| [ 6 ] | 21 maggio 1998    | Roma            | PalaEur           |
| [ 6 ] | 22 maggio 1998    | Roma            | PalaEur           |
| [ 6 ] | 24 maggio 1998    | Roma            | PalaEur           |
| [ 6 ] | 25 maggio 1998    | Roma            | PalaEur           |
| [ 6 ] | 27 maggio 1998    | Marsala         | Pala San Carlo    |
| [ 6 ] | 29 maggio 1998    | Acireale        | Palasport         |
| [ 6 ] | 30 maggio 1998    | Reggio Calabria | PalaPentimele     |
| [ 6 ] | 1º giugno 1998    | Bari            | PalaFlorio        |
| [ 6 ] | 3 giugno 1998     | Genova          | Palasport         |
| [ 6 ] | 5 giugno 1998     | Parma           | PalaRaschi        |
| [ 6 ] | 6 giugno 1998     | Pesaro          | BPA Palas         |
| [ 6 ] | 8 giugno 1998     | Assago          | FilaForum         |
| [ 6 ] | 9 giugno 1998     | Assago          | FilaForum         |
| [ 6 ] | 10 giugno 1998    | Assago          | FilaForum         |
| [ 6 ] | 12 giugno 1998    | Roma            | PalaEur           |
| [ 6 ] | 13 giugno 1998    | Roma            | PalaEur           |
| [ 6 ] | 14 giugno 1998    | Roma            | PalaEur           |
| [ 6 ] | 16 giugno 1998    | Firenze         | Palasport         |
| [ 6 ] | 18 giugno 1998    | Firenze         | Palasport         |
| [ 6 ] | 19 giugno 1998    | Firenze         | Palasport         |
| 9     | 13 settembre 1998 | Viterbo         | PalaCimini        |
| 10    | 16 settembre 1998 | Cagliari        | Fiera Campionaria |
| 11    | 19 settembre 1998 | Verona          | Arena di Verona   |
| 12    | 22 settembre 1998 | Viareggio       | Stadio dei Pini   |
| 13    | 25 settembre 1998 | Genova          | Palasport         |
| 14    | 27 settembre 1998 | Villorba        | PalaVerde         |
| 15    | 29 settembre 1998 | Parma           | PalaRaschi        |
| 16    | 30 settembre 1998 | Parma           | PalaRaschi        |
| 17    | 2 ottobre 1998    | Montichiari     | PalaGeorge        |
| 18    | 5 ottobre 1998    | Roma            | PalaEur           |
| 19    | 6 ottobre 1998    | Roma            | PalaEur           |
| 20    | 8 ottobre 1998    | Roma            | PalaEur           |
| 21    | 9 ottobre 1998    | Roma            | PalaEur           |
| 22    | 11 ottobre 1998   | Marsala         | Pala San Carlo    |
| 23    | 13 ottobre 1998   | Acireale        | Palasport         |
| 24    | 14 ottobre 1998   | Reggio Calabria | PalaPentimele     |
| 25    | 16 ottobre 1998   | Bari            | PalaFlorio        |
| 26    | 17 ottobre 1998   | Bari            | PalaFlorio        |
| 27    | 19 ottobre 1998   | Assago          | FilaForum         |
| 28    | 20 ottobre 1998   | Assago          | FilaForum         |
| 29    | 21 ottobre 1998   | Assago          | FilaForum         |
| 30    | 25 ottobre 1998   | Castel Morrone  | PalaMaggiò        |
| 31    | 26 ottobre 1998   | Roma            | PalaEur           |
| 32    | 27 ottobre 1998   | Roma            | PalaEur           |
| 33    | 29 ottobre 1998   | Roma            | PalaEur           |
| 34    | 30 ottobre 1998   | Roma            | PalaEur           |
| 35    | 1º novembre 1998  | Torino          | PalaStampa        |
| 36    | 3 novembre 1998   | Firenze         | Palasport         |
| 37    | 4 novembre 1998   | Firenze         | Palasport         |
| 38    | 6 novembre 1998   | Pesaro          | BPA Palas         |
| 39    | 9 novembre 1998   | Firenze         | Palasport         |
| 40    | 10 novembre 1998  | Firenze         | Palasport         |